# Anton Dahlem

Anton Dahlem

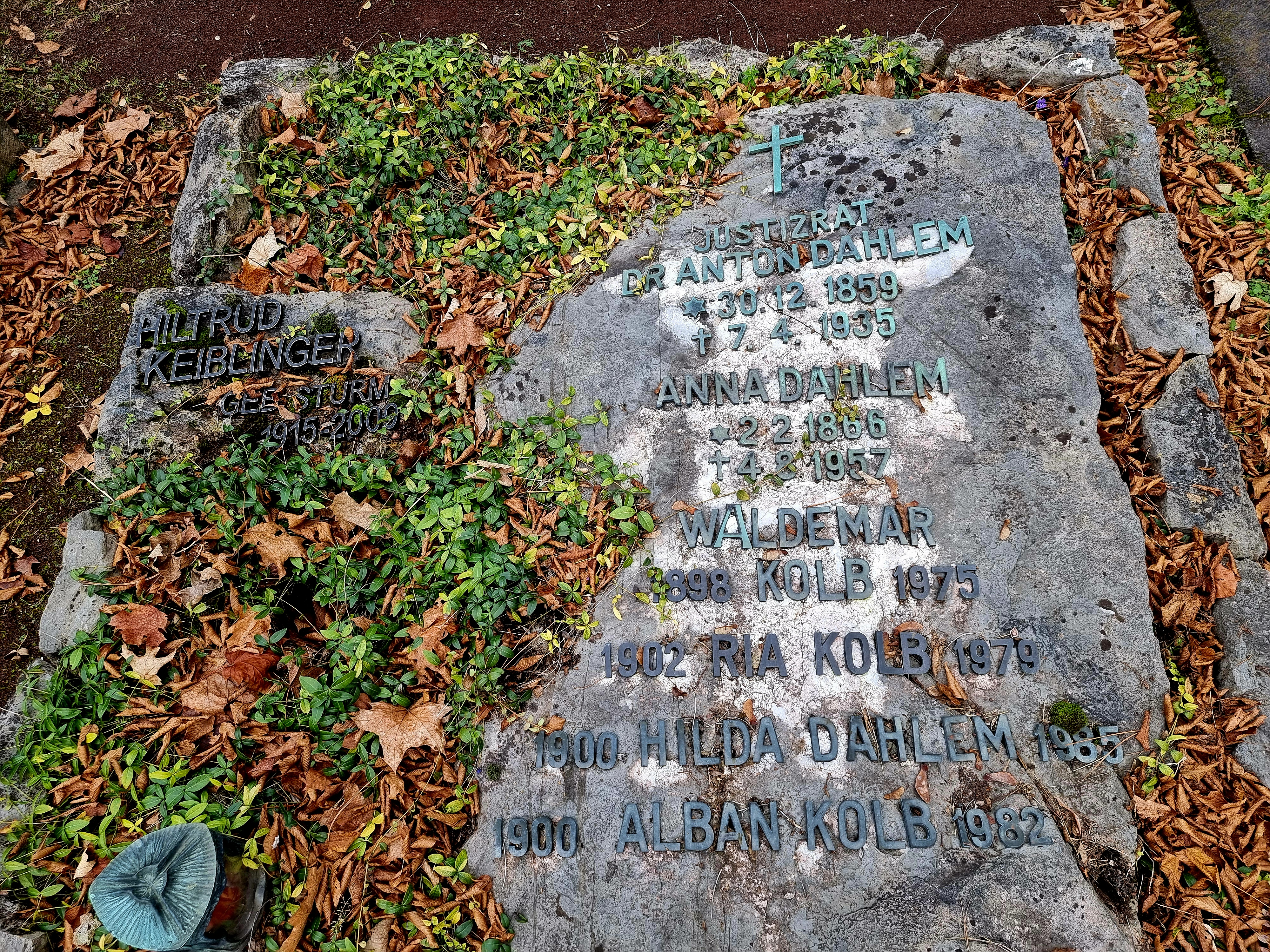
Grabmal der Familien Dahlem und Kolb. Friedhof Allerheiligenbergstraße, Niederlahnstein

Anton Dahlem (* 30. Dezember 1859 in Niederlahnstein; † 7. April 1935 ebenda) war Jurist und Mitglied des Deutschen Reichstags.

## Leben
Dahlem besuchte die höhere Bürgerschule in Oberlahnstein und ging zunächst bei seinem Vater in die Schiffbaulehre. 1879 wechselte er auf das Gymnasium, zunächst in Koblenz und dann in Montabaur. Er studierte Rechtswissenschaften an den Universitäten Würzburg, München und Bonn. Im juristischen Vorbereitungsdienst war er beschäftigt in Niederlahnstein, Wiesbaden und Frankfurt am Main. Seit November 1892 war er Rechtsanwalt in Oberstein und seit 1904 beim Amtsgericht Niederlahnstein sowie am Landgericht Wiesbaden zugelassen, von 1904 an war er zudem Notar.
Von Juli 1902 bis 1918 war Anton Dahlem Mitglied des Preußischen Abgeordnetenhauses und des Deutschen Reichstags für die Deutsche Zentrumspartei im Wahlkreis Wiesbaden 3 (St. Goarshausen, Unterwesterwald). Des Weiteren war er Führer des Nassauischen Bauernvereins und von 1920 bis 1922 Beigeordneter von Niederlahnstein. Auch war er Kreistagsmitglied und Mitglied des katholischen Kirchenvorstands von Niederlahnstein. Er war Träger des Roten Adlerordens 4. Klasse.